# كأس المكسيك 1947-48
كأس المكسيك 1947-48 (بالإسبانية: Copa México 1947-48)‏ هو الموسم 32 من كأس المكسيك. أشرف على تنظيمه اتحاد المكسيك لكرة القدم، وكان عدد الأندية المشاركة فيه 15، وفاز فيه تيبورونيس روخوس دي فيراكروز.